# Rietheim-Weilheim
Rietheim-Weilheim è un comune tedesco di 2 868 abitanti,, situato nel land del Baden-Württemberg.